# DB série V 100
La série DB V 100 est une famille de locomotives diesel de la Deutsche Bundesbahn (chemins de fer allemands) produites à la fin des années 1950 pour les lignes ferroviaires non électrifiées en remplacement des locomotives à vapeur. Les locomotives de la série V 100 ont été produites en deux versions différentes : V 100.10 et V 100.20.
Les locomotives, désormais radiées, ont été également utilisées en Autriche par la compagnie nationale de chemins de fer autrichienne (ou ÖBB) au cours des années 1990 et au début des années 2000 où elles ont été enregistrées sous la série 2048 des ÖBB.

## Série V 100.10 / 211
Les locomotives de la version V 100.10 de la série V 100 ont été conçues en 1956 conjointement par la Bundesbahnzentralamt à Munich et la société Maschinenbauanstalt Kiel (MaK) pour la Deutsche Bundesbahn. Ces locomotives ont été utilisées pour les trafics ferroviaires légers de voyageurs ou de fret.
Les cinq premiers prototypes de cette série ont été délivrés à l'automne 1958. Numérotés V 100 001 à 005, ces cinq premières locomotives ont été équipées d'un moteur d'une puissance de 809 kW. Mais la locomotive numérotée V 100 006 a été équipée d'un moteur d'une puissance de 993 kW. Cette locomotive servi de base aux locomotives de la version V 100.20. 
En 1960, les prototypes V 100 001 à 005 et V 100 007 ont été renumérotés  V 100 1001 à 1005 et 1007 afin de mieux les distinguer du prototype plus puissant V 100 006. La production des locomotives de série a été lancée en 1961 et dura jusqu'en 1963. En plus de la société MaK, les sociétés Deutz, Maschinenfabrik Esslingen, Henschel, Jung, Krauss-Maffei et Krupp ont été impliquées dans la fabrication de ces locomotives.
Lors de la renumérotation des locomotives de la Deutsche Bundesbahn en 1968, la série V 100.10 a été renommée 211.
Après plus de 40 ans de service, les dernières locomotives ont été radiées des services de la DB en 2001. Certaines sont utilisées par des sociétés privées.

## Série V 100.20 / 212 et 213
Les locomotives de la version V 100.20 (renommées en 212 et 213) sont des locomotives plus puissantes de la série V 100. Cette version est basée sur le prototype V 100 006 qui a été renuméroté V 100 2001. Les locomotives de cette version ont été mises en production entre 1962 et 1965. À la différence des V 100.10, qui ont été utilisées pour les services ferroviaires (voyageurs et fret), les  V 100.20 ont aussi été prévues pour tracter des trains de travaux ou pour circuler sur des lignes ayant de fortes rampes.
En 1966, 381 exemplaires de la version V 100.20 ont été mis en service. Ces locomotives ont une longueur de 12,1 m et pèsent 63 tonnes. Elles délivrent une puissance de 993 kW et ont une vitesse maximale de 100 km/h.
Dix locomotives du lot des 150 derniers engins produits, ont été équipées de freins plus forts et de commandes modifiées. Elles ont pu ainsi être utilisées sur de fortes rampes. Ces dix locomotives, numérotées originellement V 100 2332 à 2341, ont été reclassées en 1968 dans la série 213. Les autres ayant été reclassées dans la série 212.
La plupart des locomotives 212 de la DB ont été radiées des services en 2004. Certaines ont été préservées, d'autres sont utilisées par des sociétés privées allemandes ou étrangères.

## Locomotives de trains de secours en tunnel / séries 214/714
En raison des nombreux tunnels présents sur la première ligne à grande vitesse allemande reliant  Hanovre à Wurtzbourg et mise en service en 1991, la Bundesbahn conçut des trains spéciaux (nommés Tunnelhilfszug ou TuHi) pour le sauvetage à l'intérieur des tunnels.
Le premier TuHi est mis en service en mai 1988 à Fulda. La 212 244-8 est utilisée comme locomotive 1 et la 212 257-0 comme locomotive 2. Le TuHi de Wurtzbourg suit en août 1988 et utilise la 212 236-4 comme locomotive 1 et la 212 352-9 comme locomotive 2. La locomotive 212 271-1 étant gardée en réserve. Ces cinq locomotives 212 TuHi ont été reconstruites entre mai et août 1988 dans les ateliers de Cassel.
Tous les trains TuHi sont des trains unidirectionnels, c’est-à-dire qu’ils ne peuvent circuler que dans un seul sens. Ils sont composés, dans l'ordre : de la locomotive 1, d'un wagon de transport 1, d'un wagon d'équipements, d'un wagon de lutte contre le feu, d'un wagon de premiers secours, d'un wagon de transport 2 et de la locomotive 2. La locomotive 1 est équipée de caméra vidéo et d'une caméra infrarouge, de deux grands et deux petits phares et de lumières clignotantes jaunes. La locomotive 2 n'a pas de caméra infrarouge. Le 1er janvier 1989, ces cinq locomotives ont été reclassées dans la série 214 mais ont conservé leur numéro de série.
En mai 1991, les lignes à grande vitesse de Hanovre à Wurtzbourg et de Mannheim à Stuttgart sont entièrement en service, ce qui nécessite la mise en place de quatre positions supplémentaires de trains TuHi. En plus de Fulda et de Wurtzbourg, les TuHi peuvent stationner à Kornwestheim, Mannheim, Hildesheim et Cassel. Le TuHi de Fulda est alors réorganisé en train bidirectionnel afin qu'il puisse circuler en direction de Wurtzbourg (au sud) ou de Cassel (au nord). Pour cela, un deuxième wagon de premiers secours est ajouté derrière le premier wagon de transport.
Entre août 1990 et avril 1991, huit autres locomotives 212 sont modifiées pour assurer les nouveaux trains TuHi. Les locomotives 212 033, 212 046, 212 235, 212 245, 212 246, 212 251, 212 260 et 212 277 sont converties en série 214 ; toutes conservant aussi leur numéro de série. En outre, il n'y a plus de différence entre les locomotives 1 et 2 afin qu'elles puissent être interchangeables (la locomotive 2 ayant été aussi équipée d'une caméra infrarouge).
Lorsque les trains TuHi deviennent utilisables hors des lignes à grandes vitesses, ils sont alors reconnus comme des trains d’urgence (Rettungszüge ou Rtz). Les treize locomotives 214 sont alors déclarées comme étant des locomotives de trains de service et reclassées dans la série 714 tout en conservant initialement leur numéro de série. C'est en 1996 qu'elles reçoivent de nouveaux numéros à l'intérieur de la série 714, de 001 à 013. 
En 1996 et 1997, deux autres locomotives 212 sont ajoutées au parc de la série 714 comme locomotives de réserve. La 212 269 devient la 714 014 et la 212 160 devient la 714 015.

## Utilisation après 2004

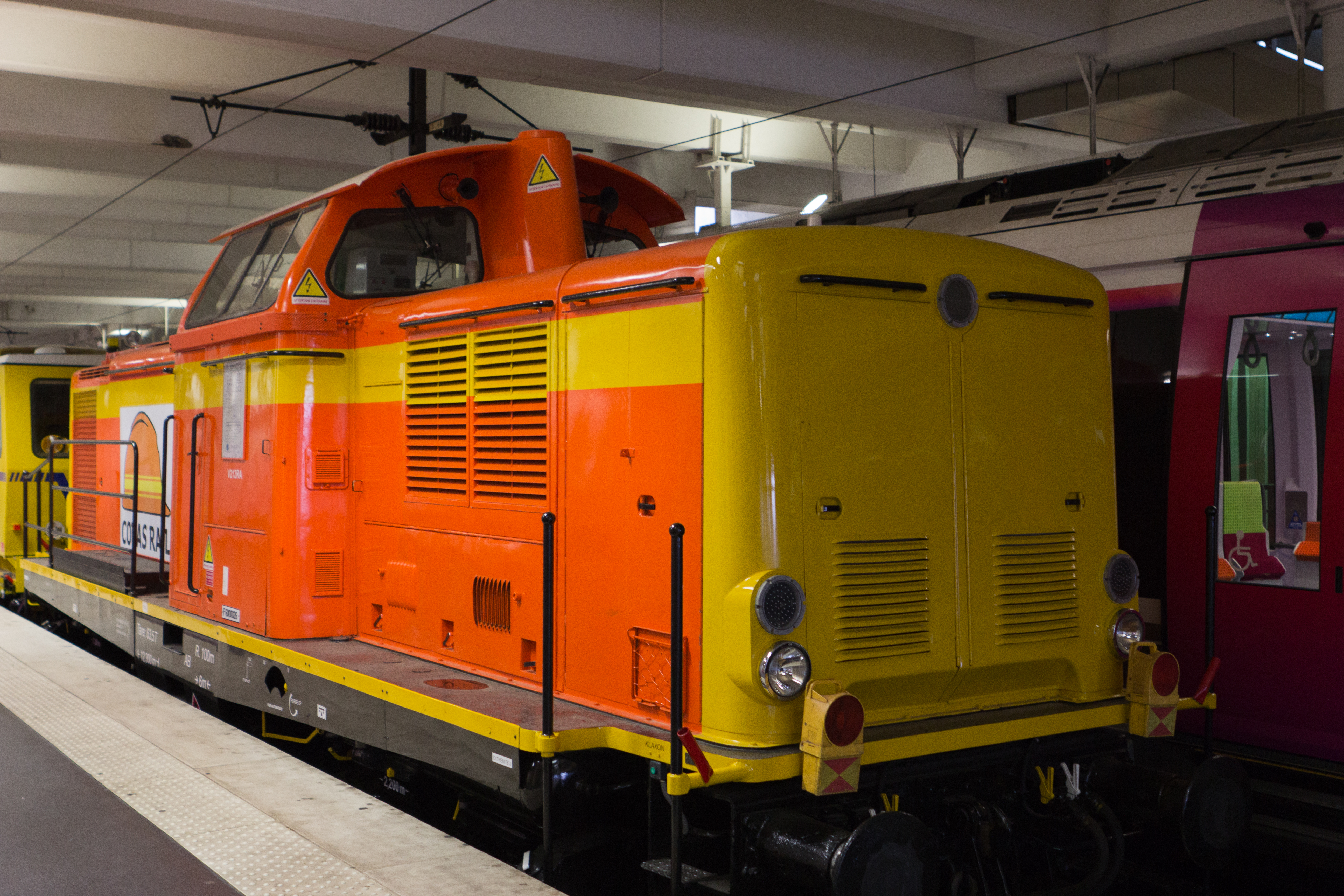
Une locomotive V 212 de la société française Colas Rail en gare de Paris-Nord en aout 2012.

Après la radiation le 13 décembre 2004 des dernières locomotives de la série 212 utilisées par Railion, l'utilisation des  V 100 par la DB était globalement finie. En dehors de quinze locomotives de la série 714 utilisées pour les trains de sauvetage en tunnel, seuls quatre locomotives des séries 212 et 213 de la filiale Deutsche Bahn Gleisbau (DBG) de la DB et une la série 213 de la filiale SüdostBayernBahn, sont restées en service en Allemagne. 
En octobre 2006, douze locomotives radiées de la série 212 ont été transférées à l'atelier de formation de Cottbus dans le but d'être réactivées pour les services de la DB. À la fin de l'année 2008, dix locomotives ont été équipées d'un moteur  MTU 8V 4000 R41 (1000 kW) similaire à celui de la série 290/294.
Plusieurs locomotives du parc de la DB ont été vendues, en tant qu'éléments dans une coentreprise avec Alstom, à la société Alstom Lokomotiven Service à Stendal. Les moteurs de ces locomotives ont été systématiquement reconstruits et vendus à des sociétés ferroviaires privées en Allemagne ou à l'étranger, telles que les sociétés françaises TSO, Aquitaine Rail (entreprise de travaux ferroviaires) ou Colas Rail pour tracter des trains de travaux.
En 2021, TSO a fait transformer l'une de ses deux V 211 en véhicule bimode à traction électrique et diesel, avec un moteur diesel de 900 kW et deux moteurs électriques de chacun 300 kW, ainsi qu'une batterie de 200 kW. Cela permet une utilisation pour des travaux en tunnel moins polluante.  Elle est numérotée V 212.0397 néo. Le second véhicule sera modifié plus tard.